# 24時間テレビ 愛は地球を救う7
24時間テレビ「愛は地球を救う」7は、日本テレビ系列にて1984年8月18日（土）19:00 - 8月19日（日）19:30まで生放送された7回目となる『24時間テレビ』である。

## 概要
メインテーマは『この地球（ほし）の未来は子どもたちのもの!』

## 出演者

### 総合司会
- 徳光和夫（当時・日本テレビアナウンサー）
- 沢田亜矢子

### チャリティーパーソナリティー
- 萩本欽一（コント55号）

### その他
- 森光子
- 長嶋茂雄
- 斉藤ゆう子
- 野口五郎
- イルカ

- 斎藤清六
- 山口良一
- 小西博之
- 西山浩司
- 小堺一機
- 関根勤
- 坂上二郎（コント55号）
- 小野ヤスシ

- 古手川祐子
- 堀ちえみ
- コント・レオナルド
- 毒蝮三太夫
- 三笑亭夢之助

- 坂本九
- 砂川啓介
- 神山喜久子
- 北原ミレイ
- 大塚ガリバー
- 因幡晃
- おりも政夫
- 相本久美子
- 吹田明日香
- 葛城ユキ
- 香坂みゆき
- コント赤信号
- マリアン
- ベッキー・アカオ
- ケント・ギルバート
- マリーン
- スクエア
- ザ・プレイヤーズ
- 日野皓正

- 渡辺徹
- 松本伊代
- 明石家さんま
- 月亭可朝
- オール阪神・巨人（オール阪神・オール巨人）
- 今いくよ・くるよ（今くるよ・今いくよ）
- ザ・ぼんち（ぼんちおさむ・里見まさと）
- 春やすこ・けいこ
- 奥田博之
- 中沢霞
- 桂春之輔
- レツゴー正児・長作
- ミヤ蝶子
- 海原さおり・しおり
- 村山実
- 渡辺二郎
- ラブ・ポーション
- 紙ふうせん
- 羽川英樹
- 吉本真由美

- 瑳川哲朗
- 岡崎友紀
- 八代亜紀
- 車だん吉
- 五十嵐夕紀
- 中島めぐみ
- 松尾久美子
- 小椋幸子
- マンガ太郎
- 境田晄一
- 桑田靖子
- 天宮良
- スティング
- 渋谷哲平
- サーカス
- 一節太郎
- 永井秀和
- 神保美喜
- ポップ・コーン
- 麻丘めぐみ
- 島ゆたか
- 菅原孝（菅原孝・せんだみつお）
- 林家こん平
- 杉田愛子
- 高橋亜貴子
- 君津あきら
- きみさゆり
- 三遊亭小遊三
- 大沢逸美
- 杉かおり
- 安田成美
- 日野美歌
- 川島なお美
- 円広志
- 香川えみ
- 堀江美都子
- 木の実ナナ
- あのねのね（原田伸郎・清水国明）
- 矢野良子

- 荻野目洋子
- MIO
- 小沢洋子
- 二宮ナオキ
- おぼん・こぼん（こぼん・おぼん）
- 千葉紘子
- 北原由紀
- 朝田のぼる
- 三波豊和
- 原真祐美
- 日高正人
- 太田貴子
- 田中久美
- 徳丸純子
- 黒部幸英
- 松本明子
- 長江健次
- 新田純一
- 麻見和也
- 浜田朱里
- ヒデとロザンナ
- 東京ディズニーランド
- ザ・バーズ

### 参加局
- 札幌テレビ：吉住秀和
- 青森放送：浜舘明
- テレビ岩手：高橋佳代子
- 秋田放送：神永光
- ミヤギテレビ：加賀谷牧子
- 山形放送：芳賀道也
- 福島中央テレビ：宗方和子
- テレビ新潟：駒形正明
- テレビ信州：山本るり子
- 山梨放送：大柴堅志
- 北日本放送：相本芳彦
- 福井放送：清田精二
- 静岡第一テレビ：北嶋興
- 中京テレビ：きくち教児
- よみうりテレビ：小林大作、辛坊治郎
- 広島テレビ：脇田義信
- 山口放送：勝津正男
- 西日本放送：植松おさみ
- 高知放送：浜田容助
- 福岡放送：斎藤恒雄
- テレビ長崎：橋口泰介、浦里和弘
- 熊本県民テレビ：中村真弓
- テレビ大分：林剛太郎
- テレビ宮崎：石原賀子
- 鹿児島テレビ：小澤一彦
- 沖縄テレビ：山川厚子

## スタッフ
- 企画・全体構成：都築忠彦
- 音楽：大野雄二
- アート・ディレクター：浅葉克己
- コピー・ライター：糸井重里

欽ちゃんふれ愛の旅
- - プロデューサー：斎藤太朗、宮嶋章、神戸文彦、五歩一勇、大垣信良、黒木浩晴、古野千秋、三橋徹秋
  - ディレクター：草野公

グランド・プロローグショー3時間
グランド・フィナーレ
- - プロデューサー：都築忠彦、有山至、田中義一
  - ディレクター：中西邦夫、西田弘一
  - 構成：松本醇
  - 監修：白井荘也
  - 編曲・指揮：永作幸男
  - 音楽録音：鳥飼弘昌
  - 振付：土居甫
  - バーズ指導：大本恭敬、橋本賀代子
  - 協力：東京ディズニーランド
  - 手話指導：野沢久美子

チャリティー・コーナー
- - ディレクター：有山至、藤田雄三、伊藤修、林隆一郎
  - 制作協力：JIC

ライブ・アンダー・ザ・スカイ
- - ディレクター：棚次隆

ヤング・チャリティー・ショー
- - プロデューサー：福留功男
  - ディレクター：伊藤修、梅原幹

明け行く日本列島
- - プロデューサー：有山至
  - ディレクター：藤田雄三/古川英治、林隆一郎

長編ドキュメンタリー
- - 日本テレビ放送網報道局：都築忠彦、行広孟、古屋剛、安藤信克、菊池剛太、北村俊三、谷口英昭、田中健治、北村和也
  - よみうりテレビ報道局：松元敦、石田節夫、才田悦男、田中英男

全国28局リレー 共に生きる時代をめざして!
- - プロデューサー：斉藤隆志
  - ディレクター：渥美光三
- ひろがれ愛の輪!渡辺徹コンサート：橘功、藤沢国彦、白岩久彌

チャリティー大行進
- - プロデューサー：中畑成
  - ディレクター：竹下洋

日本武道館会場
- - プロデューサー：加藤光夫、白石重昭、土屋敏男、高鳥一郎

代々木公園会場
- - プロデューサー：加川敬
  - ディレクター：室川治久

銀座ギャラリー会場
- - プロデューサー：井上泰昭
  - ディレクター：小川通仁

銀座会場
- - プロデューサー：中島銀平、高木康夫

ニューヨーク国連本部
- - 日本テレビビデオ：川村雅子、浅井康宏
- NNN北京支局：林樹三郎

放送センター（MY STUDIO）
- - コーディネーター：行広孟、斉藤隆志
  - ディレクター：富尾捷二、山崎聡、岡田丞右、黛敏夫、窪岡文男、伊藤修、佐藤東弥、雨宮秀彦
- 当日主催者体制：升森長、八木博善、沼田洋、武野純介、小森誠三、丸山能明、深沢敬明、鈴木恒男、戸澤陽一、小深田穣、菅孝泰、佐野譲顯、平井保
- PRチーム：岩上喜進
- PRデザイン：丸山能明
- 報道局：上野信、河合公八郎、鈴木良明/北村和也、菅原洋二
- スタッフコーディネーター：篠丸頼之、大松仁男、児島三郎
- ヤング・チャリティーボランティア東京委員会：桜井博
- 音楽効果：森本喬雄、三神直、黒金和夫
- 制作進行：有山至、林隆一郎、藤田雄三、伊藤修、東原佑子、二宮雅信、伊原奈津子、平谷修、竹下洋、唐橋祥子、間宮邦之、秋野初美
- 演出スタッフ：本宮英男、福地由恵、山崎誠一郎、鎌田英孝、大草昭男、大友孝行、大空雅彦、森下泰男、落合仁、越野誠一、遠藤英幸、関根章一、鈴木正和、小路丸哲也

美術
- - デザイン：沓沢昌弘、田原英二
  - デスク：小林庸尅
- メーク：相沢和子、小林美代子、小池祉瑳子
- 協力：中央宣伝企画、シミズ舞台工芸、古磨電設、テルミック、ル・オブジェ・アール・スタジオ、浜田電飾、テレフィット、京阪商会、東京衣裳、京花園

技術
- - チーフTD：中江川博
  - 日本武道館TD：山田彦六、川村肇
  - 大行進TD：大熊昇
  - 中継技術TD：藤沼秀一、古井戸博、橋井龍男、村上孝一、広江潤、上野昭司、清宏、小林茂、堀口朗、大西一孝
  - ヘリコTD：宝利修
  - カメラ：水島光一
  - 調整TD：黒木忠雄、鈴木利之、渡辺洋
  - 放送進行：出沢克彦、野田敏之
  - 回線コーディネーター：小宮由孝、武井実
  - 電話：滝沢佑吉、山崎健之介、中村誠
- 技術協力：日本電子工学院、テレテック、日本プロダクトビルダー、テレビテクニカ、国際ビデオ、ビデオユニオン、ジャパンテレビ、共立照明、音研、タムコ
- 制作協力：日本武道館、代々木公園管理事務所 / NTV映像センター、日企、日本電波ニュース、東阪企画、緑成会整育園、日通硬貨センター、愛の小鳩事業団、東京国際貿易センター、東北新社、ソニーPCL、TDKビデオセンター、テシコ/ニューヨーク国連テレビ/国連難民高等弁務官事務所、駐日エチオピア大使館、駐日バングラデシュ大使館、駐日ジンバブエ大使館、駐日中華人民共和国大使館
- 総指揮：中野曠三、池松俊夫
- プロデューサー：保坂武孝/都築忠彦
- 製作著作：日本テレビ